# منوچهر کلیمی نیکروز
منوچهر کلیمی نیکروز (تولد: ۲۶ شهریور ۱۳۲۵، اصفهان – درگذشت: ۱۱ بهمن ۱۳۷۳، تهران)، پزشک داروساز، معاون وزیر بهداشت و نماینده حوزه انتخابیه کلیمیان ایران در دو دوره دوم و سوم مجلس شورای اسلامی.

## زندگی‌نامه
وی در شش سالگی همراه با خانواده اش به تهران کوچید و تحصیلات ابتدایی و متوسطه اش را در دبستان فردوسی و دبیرستان البرز به پایان رساند. سپس بعد از قبولی در کنکور دانشگاه، برای ادامه تحصیل راهی تبریز شد. او در سال ۱۳۵۰ مدرک دکتری خود را در رشته داروسازی، از دانشکده داروسازی تبریز کرد و بلافاصله در وزارت بهداری استخدام گردید. تا پیش از انقلاب از سوی دانشگاه شهید بهشتی (ملی) با داشتن پست معاونت وزارت بهداری به عنوان بازرس کل داروخانه‌های شمال و غرب تهران خدمت می‌کرد.
دکتر کلیمی نیکروز در سال ۱۳۶۳ با اخذ ۷۵/۸٪ آرا در ۳۵ سالگی به عنوان نمایندهٔ جامعه کلیمیان ایران وارد مجلس دوم شد. همچنین در سال ۱۳۶۷ در انتخابات دوره سوم مجلس شورای اسلامی شرکت نمود و با کسب (۹۷/۹٪)اکثریت آراء برای دومین بار به عنوان نماینده جامعه کلیمیان انتخاب شد.

## فعالیت‌های اجتماعی
مشاور نماینده دوره چهارم مجلس (۱۳۷۱–۱۳۷۳)؛
جمع‌آوری مبلغ هفت میلیون تومان کمک‌های یهودیان ایران، برای یاری به جنگ زدگان و جبهه‌های جنگ و تقدیم آن توسط حاخام آوریل داویدی، رهبر مذهبی؛
ترمیم، حفظ و حراست زیارتگاه سارا بت آشر در اصفهان؛